# 秋爽斋
秋爽斋是曹雪芹在小说《红楼梦》中虚构的大观园里的一处别院建筑，位于大观园西路，潇湘馆以西，稻香村以东。是小说中贾探春的住所。院中种有芭蕉和梧桐。贾元春省亲期间，题有匾额“桐剪秋风”。是　“秋爽斋偶结海棠社”（第三十五回）发生的地方，也是贾母初宴大观园（第四十回）的地方。
秋爽斋院落内有一厅堂名“晓翠堂”。晓翠堂四面出廊，临沁芳溪。探春另有卧室，面宽三间，“探春素喜阔朗，这三间屋子并不曾隔断。”